# Quelque chose a changé
Pour plus de détails, voir Fiche technique et Distribution.
Quelque chose a changé est un téléfilm franco-belge écrit et réalisé par Jacques Santamaria en 2017.
Cette comédie est une coproduction de Télécip, Be-FILMS et la RTBF (télévision belge), réalisée avec la participation de France Télévisions et de la Radio télévision suisse (RTS).

## Synopsis
Mis en disgrâce par ses actionnaires, Louis-Régis Dupont-Moreau, PDG de la compagnie Tencom, fait tout pour fuir la presse et éviter ainsi un scandale national. Sentant le « Roi du monde » au bout du rouleau, Lucien, son chauffeur, a l'idée de l'emmener à la campagne, passer le week-end dans une auberge normande pour respirer. Quelle n'est pas la surprise de Louis-Régis lorsqu'il découvre que le gérant de l'établissement n'est autre que Juliette, son ex-femme qu'il n'a plus vue depuis dix ans. Au fil du temps, Louis-Régis décompresse, accepte de prêter main-forte aux tâches de l'auberge, sympathise avec Adrien, le nouveau mari de Juliette, et succombe au charme d'Émilienne, la cuisinière...

## Fiche technique
Sauf indication contraire, les informations mentionnées dans cette section peuvent être confirmées par les bases de données cinématographiques IMDb et Allociné,  présentes dans la section « Liens externes ».
- Réalisation et scénario : Jacques Santamaria
- Directeur de la photographie : Philippe Pavans de Ceccatty
- Montage : Hugues Orduna
- Musique : Patrick Faure
- Costumes : Sylvie Laskar
- Décors : Catherine d'Ovidio Curti
- Son : Yann Le Mapihan
- Production : Lissa Pillu
- Genre : Comédie
- Sociétés de production : Télécip, Be-FILMS et la RTBF
- Pays de production :  France /  Belgique
- Durée : 87 minutes
- Date de diffusion : 16 janvier 2018 sur France 3

## Distribution
- Pierre Arditi : Louis-Régis Dupont-Moreau, PDG de Tencom
- Évelyne Bouix : Juliette
- Éric Viellard : Adrien
- Peggy Leray : Émilienne
- Audrey Beaulieu : Valentine, la kiné
- Guillaume Carcaud : Lucien, le chauffeur de Louis-Régis
- Maïa Guéritte : Marguerite
- Sylvie Batby : Agathe Servais
- Loïc Rojouan : Paul Feltin
- Marianne Ploquin : la mère de Valentine
- Xavier Robic : Paul-Xavier, le fiancé de Valentine
- Isabelle Gazonnois : la mère de Paul-Xavier

## Production

### Genèse et développement
Le téléfilm est écrit et réalisé par Jacques Santamaria et la production est assurée par Lissa Pillu pour Télécip.
Le titre du téléfilm s'inspire de celui de la chanson éponyme d'Eddy Mitchell, sortie en 2015 sur l'album Big Band.

### Tournage
Le tournage se déroule du 3 au 28 juillet 2017 à Paris, Viroflay, Bordeaux, Bègles, Saint-Yzan-de-Soudiac, Rions et Cadaujac.

## Accueil

### Diffusions et audience
En France, le téléfilm, diffusé le 16 janvier 2018 sur France 3, est regardé par 4 320 000 téléspectateurs et se classe premier en termes d'audience, devant Star Wars, épisode VI : Le Retour du Jedi.
En Belgique, diffusé le 14 janvier 2024 sur La Une, il est regardé par 199 360 téléspectateurs et se classe deuxième en termes d'audience.

### Accueil critique
Le magazine Télé-Loisirs donne 3 étoiles au téléfilm et estime que « Cette histoire de grand patron qui se met au vert n'est certes pas franchement originale, mais se laisse regarder avec plaisir. Le duo Pierre Arditi et Evelyne Bouix ne manque pas de charme. Et le reste de l'interprétation est à la hauteur. Émotions et comédie sont au rendez-vous. Un bon moment en perspective ».
Télérama souligne que « Pierre Arditi renoue avec son démon œnologique dans un avatar du Sang de la vigne sans meurtre ni suspense ».
Évoquant Louis-Régis Dupont-Moreau, l'archétype du PDG citadin, la RTBF souligne que « Le placer en pleine campagne, qui plus est face à son ex, déclenche de nombreuses situations comiques que Pierre Arditi incarne avec justesse. Un téléfilm léger qui incite à réfléchir à notre sens des priorités ».